# Täckminne
Täckminne är ett begrepp inom psykoanalysen som myntades Sigmund Freud. Begreppet syftar på ett minne som via dess association till ett annat, bortträngt minne får representera detta minne. En särskild lukt kan exempelvis uppfattas som väldigt skrämmande eftersom den påminner om (täcker) ett annat minne, som dock är för hemskt för att minnas direkt.